# Geneva Open 1985
Il Geneva Open 1985 è stato un torneo di tennis giocato sulla terra rossa. È stata la 6ª edizione del torneo, che fa parte del Nabisco Grand Prix 1985. Si è giocato a Ginevra in Svizzera dal 16 al 23 settembre 1985.

## Campioni

### Singolare maschile
Tomáš Šmíd ha battuto in finale  Mats Wilander con il punteggio di 6–4, 6–4

### Doppio maschile
Sergio Casal /  Emilio Sánchez hanno battuto in finale  Carlos Kirmayr /  Cássio Motta con il punteggio di 6–4, 4–6, 7–5